# Луис Гузман
Луис Гузман (енгл. Luis Guzmán; Кајеј, 28. август 1956) америчко-порторикански је позоришни, филмски и ТВ глумац.
Славу је стекао захваљујући раду на карактерним улогама и то партнера, насилника и полицајца, али је у каснијем периоду унапређен у главне улоге. Познат је и по сарадњи са редитељима Стивеном Содербергом (Веома опасна романса, Енглез, Путеви дроге) и Полом Томасом Андерсоном (Ноћи бугија, Магнолија, и Пијани од љубави). Глас је дао и Рикарду Дијазу у серији видео игара Grand Theft Auto: Vice City и Grand Theft Auto: Vice City Stories.